# Cesare Santi
Cesare Santi (* 13. April 1939 in Bellinzona; † 24. Dezember 2015 in Mendrisio) war ein Schweizer Zollbeamter, Historiker, Genealogist und Ehrenbürger von Soazza.

## Leben
Cesare wurde als Sohn eines Landwirts und Milchbauern geboren, der später Grenzwächter im Dienste der Schweizerischen Eidgenossenschaft war. Der Beruf seines Vaters zwang die Familie, viel umzuziehen. Cesare besuchte die Schule in Mesocco, Muggio und Chiasso und verbrachte seine Gymnasialzeit zwischen Mendrisio und Lugano, wo er 1959 die Matura ablegte. Später besuchte er die Zollschule in Liestal. Nach dem Einsatz in Muttenz und in Stabio arbeitete Cesare Santi von 1970 bis zu seiner Pensionierung im Jahr 1999 in Chiasso als Abteilungsleiter bei der Eisenbahnzolldirektion.
Cesare begann im Alter von 19 Jahren die Einsichtnahme in Pfarrbücher und alte Urkunden, die im Gemeindearchiv von Soazza aufbewahrt werden. Er war der Meinung, dass man die Geschichte nur verstehen kann, wenn man die beteiligten Personen besser kennt. Er machte es sich zur Aufgabe, die Taufregister zu transkribieren, ebenso Heirats- und Sterberegister, die seinerzeit in lateinischer Sprache erstellt wurden, zunächst für die Gemeinde Soazza und später für andere Gemeinden. Dieses Engagement schlug sich in der Befragung zahlreicher Misox-Familien nieder, deren Ergebnisse Cesare in historisch-genealogischen Abhandlungen schriftlich fixierte.
Im Jahr 1972 begann er mit der Veröffentlichung seiner zahlreichen Transkriptionen und den Ergebnissen seiner Forschung. Sein erstes Werk trägt den Titel Castagne e antiche leggi a Soazza. Wichtig ist auch sein Beitrag Emigrazione dei Calanchini im Jahrbuch der Schweizerische Gesellschaft für Familienforschung (SGFF) erschienen ist. Die Liste von Santis Veröffentlichungen sowie Artikeln in Zeitschriften und Zeitungen umfasst 762 Titel, von kurzen Zeitungsartikeln bis hin zu einem wissenschaftlichen Werk von über 600 Seiten.
Dank der Bemühungen von Cesare konnte das Archiv a Marca in den letzten zwei Jahrzehnten sich von einem Familienarchiv zu einem echten Zentrum der historischen Forschung entwickeln, das sich an ähnliche Zentren in anderen Tälern der Kantone Graubünden und Tessin anschliesst. Ein weiteres Verdienst von Cesare ist die 1997 erfolgte Gründung der Società Genealogica della Svizzera Italiana, in deren Auftrag Santi Korrespondenz mit vielen im Ausland lebenden Personen unterhält, meist Nachkommen von schweizerisch-italienischen Auswanderern.
Für seine historischen Verdienste wurde er 1984 mit dem Premio di riconoscimento del Governo del Cantone dei Grigioni und 2004 mit den Premio letterario grigioneausgezeichnet.

## Schriften (Auswahl)
- Iconografia della famiglia a Marca di Mesocco. 1991.
- I1 diario del Governatore Clemente Maria a Marca, 1792–1819. 1999.
- Famiglie originarie del Moesano o ivi immigrate. 2001.
- Proverbi e detti. Proverbi e detti. (italienisch) auf ilmoesano.ch